# Callum Saunders
Callum Saunders (* 16. Oktober 1995 in Blenheim) ist ein neuseeländischer Radrennfahrer.

## Sportlicher Werdegang
Saunders betrieb seit seiner Jugend Radsport und spezialisierte sich auf Bahnradsport. Bei den Ozeanien-Meisterschaften 2013 (die im November 2012 stattfanden) gewann er im Teamsprint der Junioren eine Silbermedaille. Er betrieb den Sport mit wechselndem Erfolg weiter, während er an der University of Waikato studierte und einen Abschluss in Management erreichte.
Bei den Ozeanien-Meisterschaften 2019 (die im Oktober 2018 stattfanden) gewann er erstmals eine Medaille in der Elite, wiederum im Teamsprint. Ein Jahr später hatte er seinen bislang wohl größten Erfolg mit dem Sieg im Keirin-Rennen beim Bahnrad-Weltcup 2019/20 in Hongkong. Saunders gehörte zur Reserve bei den Olympischen Spielen von Tokio und wurde während des Wettkampfs als Ersatz für seinen Teamkameraden Sam Dakin eingesetzt. Dadurch bestritt er im Teamsprint-Wettbewerb das Finale um Platz 7 sowie einige Tage später den Keirin-Wettbewerb, bei dem er bis ins Viertelfinale kam. Er folgte damit den Spuren seines Urgroßvaters Charles Edwards Saunders, der bei den Olympischen Spielen 1932 im Rudern angetreten war. Der Einsatz von Saunders hatte ein internes Nachspiel, da sich herausstellte, dass die Verletzung von Dakin nur vorgetäuscht gewesen war; dies führte zum Rücktritt des Leistungssport-Verantwortlichen beim neuseeländischen Radsportverband.
2022 wurde Saunders von seinem Heimatdistrikt Marlborough als Sportler des Jahres ausgezeichnet. Im März 2023 gewann er nach zahlreichen Ehrenplätzen in den Vorjahren erstmals zwei Titel bei den neuseeländischen Meisterschaften, im Sprint und im Keirin. Er erhielt eine Einladung zur UCI Track Champions League 2023, wo er in London den dritten Platz im Sprint-Wettbewerb erzielte. Zusammen mit seinem Teamkameraden Sam Dakin betreibt Saunders eine Agentur, die Athleten nach ihrer Sportkarriere neue Arbeitsplätze vermittelt.

## Erfolge
2012
 Ozeanien-Meisterschaften – Teamsprint (Junioren; mit Quinn Karwowski und Jeremy Presbury)
2018
 Ozeanien-Meisterschaften – Teamsprint (mit Sam Dakin und Jackson Ogle)
2019
 Bahnrad-Weltcup in Hongkong – Keirin
2023
 Neuseeländischer Meister – Sprint, Keirin